# پادییا د آباخو
پادییا د آباخو (به اسپانیایی: Padilla de Abajo) یک شهرستان در اسپانیا است که در Odra-Pisuerga واقع شده‌است.